# Sử thi Odyssey
Sử thi Odyssey (tựa gốc: The Odyssey) là một bộ phim điện ảnh Anh – Mỹ thuộc thể loại sử thi – hành động – phiêu lưu – kỳ ảo sắp ra mắt vào năm 2026 do Christopher Nolan làm đạo diễn, viết kịch bản và đồng sản xuất, được chuyển thể từ sử thi cùng tên của Homer. Tác phẩm có sự tham gia diễn xuất của các diễn viên gồm Matt Damon trong vai Odysseus, vị vua Hy Lạp cổ đại của Ithaca, người theo chân hành trình trở về của ông sau chiến tranh thành Troy để đoàn tụ với người vợ của mình là Penelope. Bên cạnh đó, tác phẩm còn có sự tham gia diễn xuất của các diễn viên phụ gồm Tom Holland, Anne Hathaway, Zendaya, Lupita Nyong'o, Robert Pattinson và Charlize Theron.
Tháng 10 năm 2024, Nolan được bổ nhiệm với nhiệm vụ khởi xướng bộ phim tiếp theo của mình tại Universal sau thành công của Oppenheimer. Việc tuyển diễn viên diễn ra trong những tháng tiếp theo và phim được công bố là bản chuyển thể từ sử thi Odyssey của Homer vào tháng 12 năm 2024. Bộ phim bắt đầu ghi hình vào cuối tháng 2 năm 2025 tại một số địa điểm ở Anh, Hy Lạp, Maroc và Ý. Với kinh phí sản xuất ước tính là 250 triệu USD, Sử thi Odyssey là bộ phim tốn kém nhất trong sự nghiệp của Nolan.
Phim dự kiến sẽ được phát hành tại rạp ở Hoa Kỳ vào ngày 17 tháng 7 năm 2026.

## Nội dung
Sử thi Odyssey kể về Odysseus, vị vua thần thoại Hy Lạp của Ithaca, trong chuyến hành trình trở về nhà đầy nguy hiểm sau chiến tranh thành Troy, bao gồm cuộc chạm trán của ông với cyclops Polyphemus, các Siren và nữ thần phù thủy Circe, và màn đoàn tụ của ông với vợ mình, Penelope.

## Diễn viên
- Matt Damon trong vai Odysseus[2]
- Tom Holland
- Anne Hathaway
- Zendaya
- Lupita Nyong'o
- Robert Pattinson
- Charlize Theron
- Jon Bernthal
- Benny Safdie
- John Leguizamo
- Elliot Page
- Himesh Patel
- Bill Irwin
- Samantha Morton
- Jesse Garcia
- Will Yun Lee
- Rafi Gavron
- Shiloh Fernandez
- Mia Goth
- Corey Hawkins
- Nick E. Tarabay
- Jimmy Gonzales
- Maurice Compte
- Michael Vlamis
- Iddo Goldberg
- Josh Stewart
- Cosmo Jarvis
- Ryan Hurst

## Sản xuất

### Quay phim
Bộ phim bắt đầu ghi hình vào ngày 25 tháng 2 năm 2025, tại Aït Benhaddou, Maroc. Phim đang được quay bằng công nghệ phim IMAX mới, với Hoyte van Hoytema làm nhà quay phim sau khi từng quay phim trong một số bộ phim trước đó của Nolan. Vào cuối tháng 3, đoàn làm phim chuyển đến Sicilia, Ý, để quay phim trên khắp Quần đảo Eolie, đặc biệt là trên đảo Favignana, một địa điểm được đề cập trong bài sử thi. Sau đó, đoàn làm phim ghi hình tại vùng Peloponnesos của Hy Lạp, với các địa điểm bao gồm lâu đài Methoni, bãi biển Voidokilia ở vùng Messenia và tại một địa điểm cung điện khảo cổ ở Acrocorinth, Korinthos. Đoàn làm phim đã hợp tác với công ty con NAF của Faliro House Productions để quay phim tại Hy Lạp. Việc ghi hình cũng dự kiến sẽ diễn ra tại Anh.

## Phát hành
Sử thi Odyssey dự kiến sẽ được phát hành bởi Universal Pictures tại Mỹ vào ngày 17 tháng 7 năm 2026 dưới định dạng IMAX.